# The Verdant Braes of Screen
The Verdant Braes of Screen (en español: «Los verdes montes de Screen») es una canción tradicional irlandesa. Se cree que la referencia que hace el título a «Screen» se refiere a Ballinascreen, en el condado de Derry, en Irlanda del Norte. Al ser una canción tradicional transmitida oralmente, existen varias versiones de la misma.